# أليكس روز
أليكس روز (بالإنجليزية: Alex Rose) هو نقابي أمريكي، ولد في 15 أكتوبر 1898 في نيويورك في الولايات المتحدة، وتوفي في 28 ديسمبر 1976.